# Ancerville (Moselle)
Ancerville település Franciaországban, Moselle megyében. Lakosainak száma 299 fő (2022. január 1.). Ancerville Bazoncourt, Chanville, Lemud, Rémilly, Villers-Stoncourt és Voimhaut községekkel határos.

## Népesség
A település népességének változása:
| Lakosok száma | 209  | 238  | 300  | 273  | 272  | 291  | 302  | 305  | 303  | 299  |
|               | 1968 | 1982 | 1990 | 2006 | 2013 | 2015 | 2017 | 2019 | 2020 | 2022 |